# 遠古埃及語
远古埃及语是埃及语的一个阶段，使用于早王朝时期，持续使用至公元前2600年左右。已知最古老的用远古埃及语写的铭文是在公元前3400年左右。它们也是已知最古老的圣书体文本。没有直接证据表明它是前王朝时期的语言。